# Melvyn P. Leffler
Melvyn Paul Leffler est un historien américain, connu pour ses écrits sur la guerre froide et la politique étrangère des États-Unis durant la seconde moitié du XXe siècle et le début du XXIe siècle.

## Biographie
Melvyn P. Leffler est né en 1945 à Brooklyn dans l'État de New York. Durant ses études universitaires, il a obtenu un B.S. à l'université Cornell en 1966 et un Ph.D. à l'université d'État de l'Ohio en 1972.
Leffler a enseigné à l'université Vanderbilt en tant que professeur assistant en 1972-1977 et professeur associé d'histoire en 1977-2002. Il a été président du département d'histoire et doyen du Collège et de la Graduate School of Arts & Sciences de l'université de Virginie en 1997-2001. En 1994, il a été président de la Société pour les historiens des relations étrangères américaines. Il a été professeur d'histoire américaine Harold Vyvyan Harmsworth à l'université d'Oxford en 2002-2003. Il a été professeur d'histoire Edward Stettinius à l'université de Virginie.
Leffler a servi dans le bureau du secrétaire à la Défense sous l'administration Carter, où il a travaillé sur le contrôle des armements et la planification d'urgence en tant que membre du Council on Foreign Relations.
Du 1er mai 2011 au 30 avril 2012, puis du 1er janvier 2013 au 31 août 2014, Leffler a été l'un des experts affiliés au Woodrow Wilson International Center for Scholars.
Il a ensuite été jusqu'en 2018 chercheur au centre de politique publique de l'Université de Virginie, le Miller Center of Public Affairs, un think tank non partisan. En juillet 2018, Melvyn P. Leffler et un de ses collègues ont démissionné du Miller Center, pour protester contre la nomination de Marc Short, un ancien responsable de l'administration Trump. Leffler a déclaré : « Nous ne pensons pas qu'une institution ou une université devrait récompenser ses actions et sa rhétorique ».
Melvyn P. Leffler a publié de nombreux articles et essais dans des revues parmi lesquelles notamment Foreign Affairs.

## Récompenses
- 2008 Prix George Louis Beer pour For the Soul of Mankind: the United States, the Soviet Union, and the Cold War.
- 2004-2005 Randolph Jennings Fellow à l'United States Institute of Peace.
- 2004-2005 Henry Kissinger Fellow à la Library of Congress [6].
- 2001-2002 Membre du Woodrow Wilson International Center for Scholars.
- 1993 Prix Bancroft pour A Preponderance of Power: National Security, the Truman Administration and the Cold War.
- 1993 Prix Ferrell.
- 1993 Prix Hoover.
- 1993 à 1997 Membre du Comité Nobel pour la paix.
- 1973, 1984-85 Membre et bénéficiaire de bourses d'études de l'American Council of Learned Societies.
- 1984-85 Membre du Lehrman Institute.

## Ouvrages et publications
- (en) Melvyn P. Leffler, For the soul of mankind : the United States, the Soviet Union, and the Cold War, New York, Hill & Wang, 2007, 586 p. (ISBN 978-0-8090-9717-3).
- (en) Melvyn P. Leffler, « The Beginning and the End: Time, Context, and the Cold War », dans Olav Njølstad (dir.), The Last Decade of the Cold War: From Conflict Escalation to Conflict Transformation, Frank Cass, 2004 (ISBN 978-0-7146-8539-7), p. 23-49.
- In Odd Arne Westad, ed., Reviewing the Cold War: Approaches, Interpretations, Theory, London & Portland,OR, Frank Cass, 2000, 382 p. (ISBN 978-0-7146-5072-2, lire en ligne), « Bringing It Together: Parts and the Whole », p. 43–63
- From war to peace : altered strategic landscapes in the twentieth century, Yale University Press, 2000, 325 p. (ISBN 978-0-300-08010-0, lire en ligne), « American Grand Strategy from World War to Cold War 1940-1950 ».
- "Inside Enemy Archives: The Cold War Reopened", Foreign Affairs, July/August 1996
- The Specter of Communism: The United States and the Origins of the Cold War, 1917-1953, Hill and Wang, 1994 (ISBN 978-0-8090-1574-0).
- American foreign relations reconsidered, 1890-1993, Routledge, 1994 (ISBN 978-0-415-10476-0, lire en ligne), « The interpretative wars over the Cold War 1945-1960 »
- Explaining the history of American foreign relations, Cambridge University Press, 2004, 366 p. (ISBN 978-0-521-54035-3, lire en ligne), « National Security » (2nd edition).
- (en) Melvyn P. Leffler, A Preponderance of Power : National Security, The Truman Administration, and the Cold War, Stanford University Press, 1992, 689 p. (ISBN 978-0-8047-2218-6, lire en ligne).
- World War II : crucible of the contemporary world : commentary and readings, M.E. Sharpe, 1991, 427 p. (ISBN 978-0-87332-732-9, lire en ligne), « Adherence to Agreements: Yalta and the Experiences of the Early Cold War ».
- Herbert Hoover as Secretary of Commerce: studies in New Era thought and practice, University of Iowa Press, 1981 (ISBN 978-0-87745-109-9, lire en ligne), « Herbert Hoover, the "New Era," and American Foreign Policy 1921-1929 ».
- The Elusive Quest : America's Pursuit of European Stability and French Security, 1919-1933, University of North Carolina Press, 1979, 409 p. (ISBN 978-0-8078-1333-1).

## Directeur de publication
- (en) Melvyn P. Leffler (dir.), Odd Arne Westad (dir.) et al., The Cambridge History of the Cold War, Cambridge University Press, 2010, 1re éd., 694 p., Broché (ISBN 978-0-521-83938-9).
- (en) Melvyn P. Leffler (dir.), Jeffrey W. Legro (dir.) et al., To Lead the World : American Strategy After the Bush Doctrine, Oxford University Press, 2008, 1re éd., 320 p., Poche (ISBN 978-0-19-536941-0).
- (en) Melvyn P. Leffler (dir.), David S. Painter (dir.) et al., Origins of the Cold War : An International History, Routledge, 2005, 2e éd. (1re éd. 1994), 352 p., Broché (ISBN 978-0-415-34109-7, lire en ligne).

## Compléments